# Nadezhda Chizhova
Nadezhda Chizhova (en russe : Надежда Владимировна Чижова, Nadejda Vladimirovna Tchijova), née le 29 septembre 1945 à Oussolie-Sibirskoïe (Union soviétique), est une athlète soviétique qui pratiquait le lancer du poids. Elle a remporté trois médailles olympiques et établi neuf records du monde au lancer du poids. Elle a été la première femme franchir 20 m puis 21 m. Sa grande rivale était l'Est-Allemande Margitta Gummel.
Chizhova a dominé la scène européenne du lancer du poids du milieu des années 1960 au milieu des années 1970. Elle a remporté l'or dans cette discipline aux championnats d'Europe de 1966, 1969, 1971 et 1974.
Aux Jeux olympiques d'été de 1968 à Mexico, elle remporta la médaille de bronze derrière Margitta Gummel et une autre Est-Allemande Marita Lange. Quatre ans plus tard aux Jeux olympiques d'été de Munich, elle était au sommet de sa forme et gagna l'or devant Margitta Gummel et la Bulgare Ivanka Hristova. À la fin de sa carrière sportive, elle remporta une dernière médaille olympique aux Jeux olympiques d'été de 1976 à Montréal, l'argent derrière Ivanka Hristova et devant la Tchécoslovaque Helena Fibingerová.

## Palmarès

### Jeux olympiques d'été
- Jeux olympiques d'été de 1968 à Mexico ( Mexique)
  -  Médaille de bronze au lancer du poids
- Jeux olympiques d'été de 1972 à Munich ( Allemagne de l'Ouest)
  -  Médaille d'or au lancer du poids
- Jeux olympiques d'été de 1976 à Montréal ( Canada)
  -  Médaille d'argent au lancer du poids

### Championnats d'Europe d'athlétisme
- Championnats d'Europe d'athlétisme de 1966 à Budapest ( Hongrie)
  -  Médaille d'or au lancer du poids
- Championnats d'Europe d'athlétisme de 1969 à Athènes ( Royaume de Grèce)
  -  Médaille d'or au lancer du poids
- Championnats d'Europe d'athlétisme de 1971 à Helsinki ( Finlande)
  -  Médaille d'or au lancer du poids
- Championnats d'Europe d'athlétisme de 1974 à Rome ( Italie)
  -  Médaille d'or au lancer du poids

### Jeux européens d'athlétisme en salle
- Jeux européens d'athlétisme en salle de 1966 à Dortmund ( Allemagne de l'Ouest)
  -  Médaille de bronze au lancer du poids
- Jeux européens d'athlétisme en salle de 1967 à Prague ( Tchécoslovaquie)
  -  Médaille d'or au lancer du poids
- Jeux européens d'athlétisme en salle de 1968 à Madrid ( Espagne)
  -  Médaille d'or au lancer du poids

### Championnats d'Europe d'athlétisme en salle
- Championnats d'Europe d'athlétisme en salle de 1970 à Vienne ( Autriche)
  -  Médaille d'or au lancer du poids
- Championnats d'Europe d'athlétisme en salle de 1971 à Sofia ( Bulgarie)
  -  Médaille d'or au lancer du poids
- Championnats d'Europe d'athlétisme en salle de 1972 à Grenoble ( France)
  -  Médaille d'or au lancer du poids
- Championnats d'Europe d'athlétisme en salle de 1974 à Göteborg ( Suède)
  -  Médaille d'argent au lancer du poids

### Universiades
- Universiades de 1965 à Budapest ( Hongrie)
  -  Médaille d'argent au lancer du poids
- Universiades de 1970 à Turin ( Italie)
  -  Médaille d'or au lancer du poids
- Universiades de 1973 à Moscou ( Union soviétique)
  -  Médaille d'or au lancer du poids

## Records
- A battu le record du monde neuf fois entre 1968 et 1973 pour le porter à 21,20 mètres le 28 août 1973 à Lvov lors des demi-finales de la Coupe des Izvestia (compétitions de clubs).